# Entephria caesiata
Entephria caesiata is een vlinder uit de familie van de spanners (Geometridae).
De spanwijdte van deze vlinder is 28 tot 41 millimeter. 
De soort gebruikt blauwe bosbes, rode bosbes, rijsbes, struikhei, gewone dophei en enkele andere lage planten als waardplanten. De rups is te vinden van augustus tot juni en overwintert. De vliegtijd is van juli tot halverwege augustus.
De soort komt voor in berggebieden van het Palearctisch gebied.